# タガソデソウ
タガソデソウ（誰袖草、学名：Cerastium pauciflorum var. amurense）は、ナデシコ科ミミナグサ属の多年草。

## 特徴
根茎は細長く、地中を横走してまばらに分岐する。茎は直立するか斜上して高さ30-50cmになり、上部はまばらに分枝し、短毛と腺毛が生える。葉は対生し、葉身は披針形から卵状披針形で、長さ4-9cm、幅1-2cmになり、先端は鋭突頭、基部に葉柄は無い。茎の基部の葉はへら形になる。葉の両面に伏毛が生え、葉縁に毛が生える。
花期は5-6月。花は白色で径約3cm近くになり、日本産ミミナグサ属植物の中で最大になる。花は茎先に集散花序にまばらに数個つく。花柄は長さ2-5cmになり、腺毛が生える。萼片は5個で楕円形から卵状楕円形になり、長さは4-6mm、先端が円頭になり背面に腺毛が生える。花弁は5個、長楕円状へら形になり、萼片の長さの2.5-3倍の約15mmで、先端は円頭で縁は全縁になり、基部は狭いくさび形になる。雄蕊は10個あり、子房は卵状長楕円体で、上部に花柱が5個ある。果実は円筒状の蒴果で、長さ7-10mmになり、先端に外側に巻き込む10歯の裂片がある。種子は径約1mmのほぼ円形で赤褐色、表面に円筒状の小突起がある。

## 分布と生育環境
日本では、本州中部地方の山梨県・長野県・岐阜県に分布し、山地の夏緑林の林縁や林内、やや湿った草地に生育する。世界では、朝鮮半島、中国大陸東北部、ロシア極東地方に分布する。

## 名前の由来
和名タガソデソウは、「誰袖草」の意。牧野富太郎 (1905) は、『植物学雑誌』第19巻中「たがそでさうノ學名」の中で、「たがそでさうト稱スルみゝなぐさ屬ノ一種ナリ」とし、「某書でこの図を見たことがあり、長い間ひそかに実物を見て精査したいと思っていたところ、最近これを得て初めてその詳細に通ずることができた」旨の記載をしている。
牧野 (1940) は、『牧野日本植物圖鑑』において、和名の由来を「多分」としながらも、「和名誰が袖草ハ多分『古今集』ノ歌ノ「色よりも香こそあはれとおもほゆれ誰袖ふれし宿の梅ぞも」ニ據テ名ケシナラン、卽チ本種ノ花ハ白色ニシテ香氣アルヲ以テナリ」とし、「（梅のように）花は白色で香気があるからである」としている。
種小名（種形容語）pauciflorum は、「少数花の」の、変種名 amurense は、「（シベリア東部の）アムール地方」の意味。

## 種の保全状況評価
絶滅危惧II類 (VU)（環境省レッドリスト）
都道府県のレッドデータブック、レッドリストの選定は次の通り。
- 山梨県-絶滅危惧IA類(CR)
- 長野県-準絶滅危惧(NT)
- 岐阜県-絶滅危惧I類

## 分類
日本に分布するミミナグサ属 Cerastium L. のうち、花が最も大きく径約3cm近くになる。また、他のミミナグサ属植物にように花弁の先端が2裂または多裂しない。果実が萼片より長く突き出ることは他のミミナグサ属植物と同じであるが、果実の先端の裂片は、他の種は10歯が反り返るのに対し、本種のそれは外側に巻き込む。
ナデシコ科ノミノツヅリ属のオオヤマフスマ Arenaria lateriflora L.の別名を、ヒメタガソデソウ（姫誰が袖草）といい、花弁の先端が2裂しない点など感じが似ているが、全体に小型である。

## ギャラリー

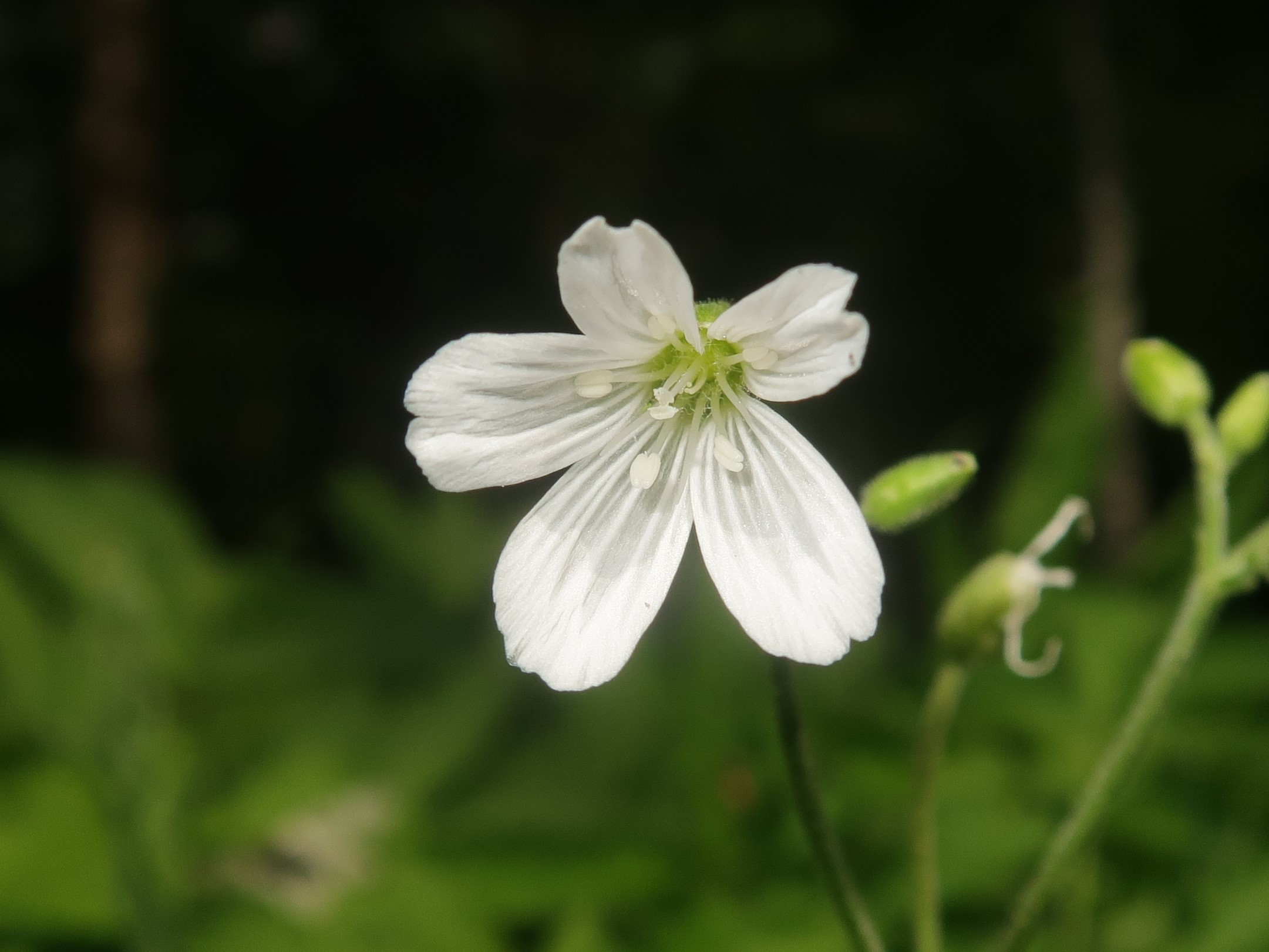
花は白色で径約3cm近くになり、日本産ミミナグサ属植物の中で最大になる。花弁の先端は2裂せず、円頭になる。
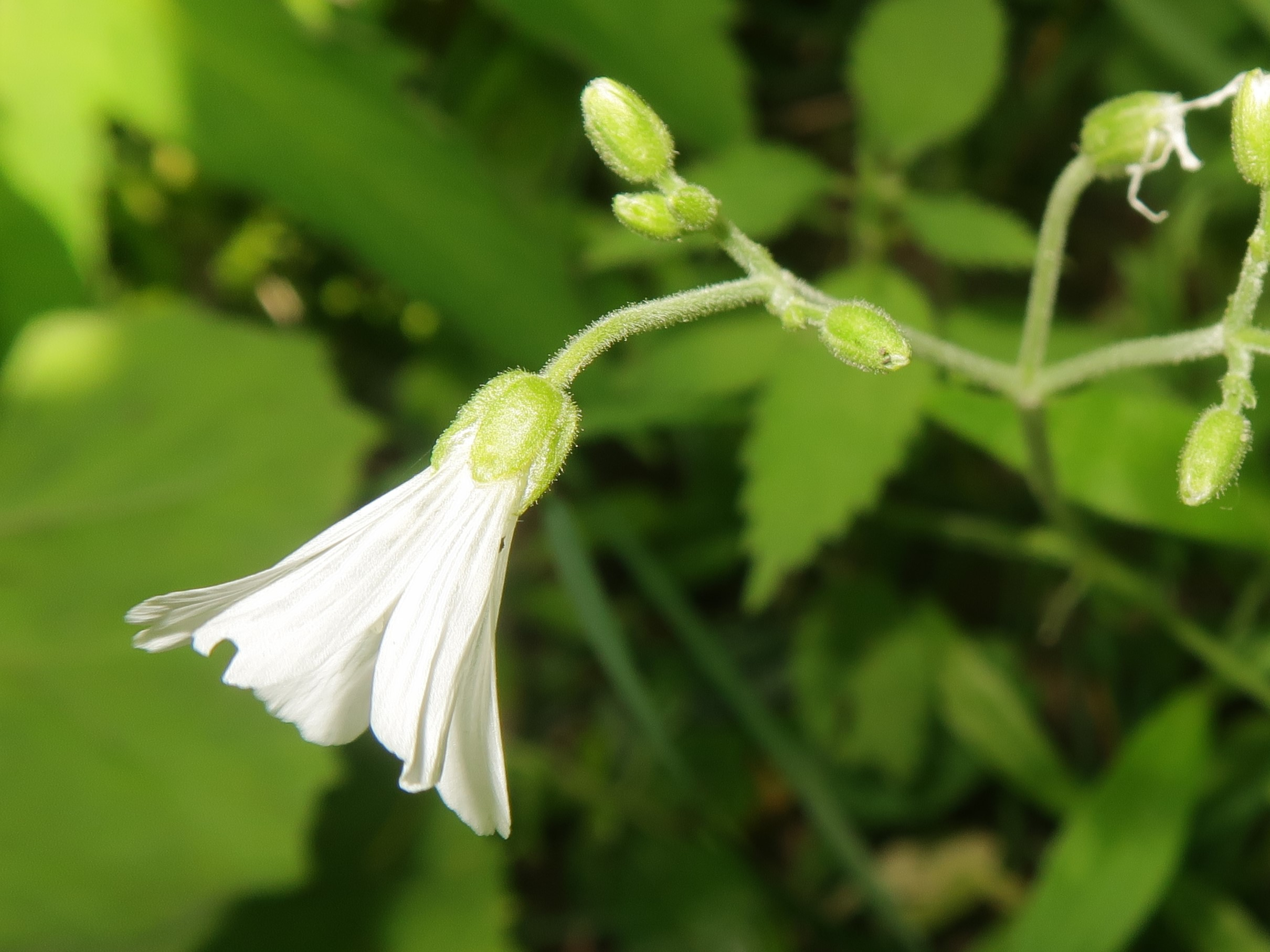
花柄に腺毛が生え、萼片は楕円形から卵状楕円形になり、先端が円頭になり背面に腺毛が生える。花弁は萼片の長さの2.5-3倍になる。
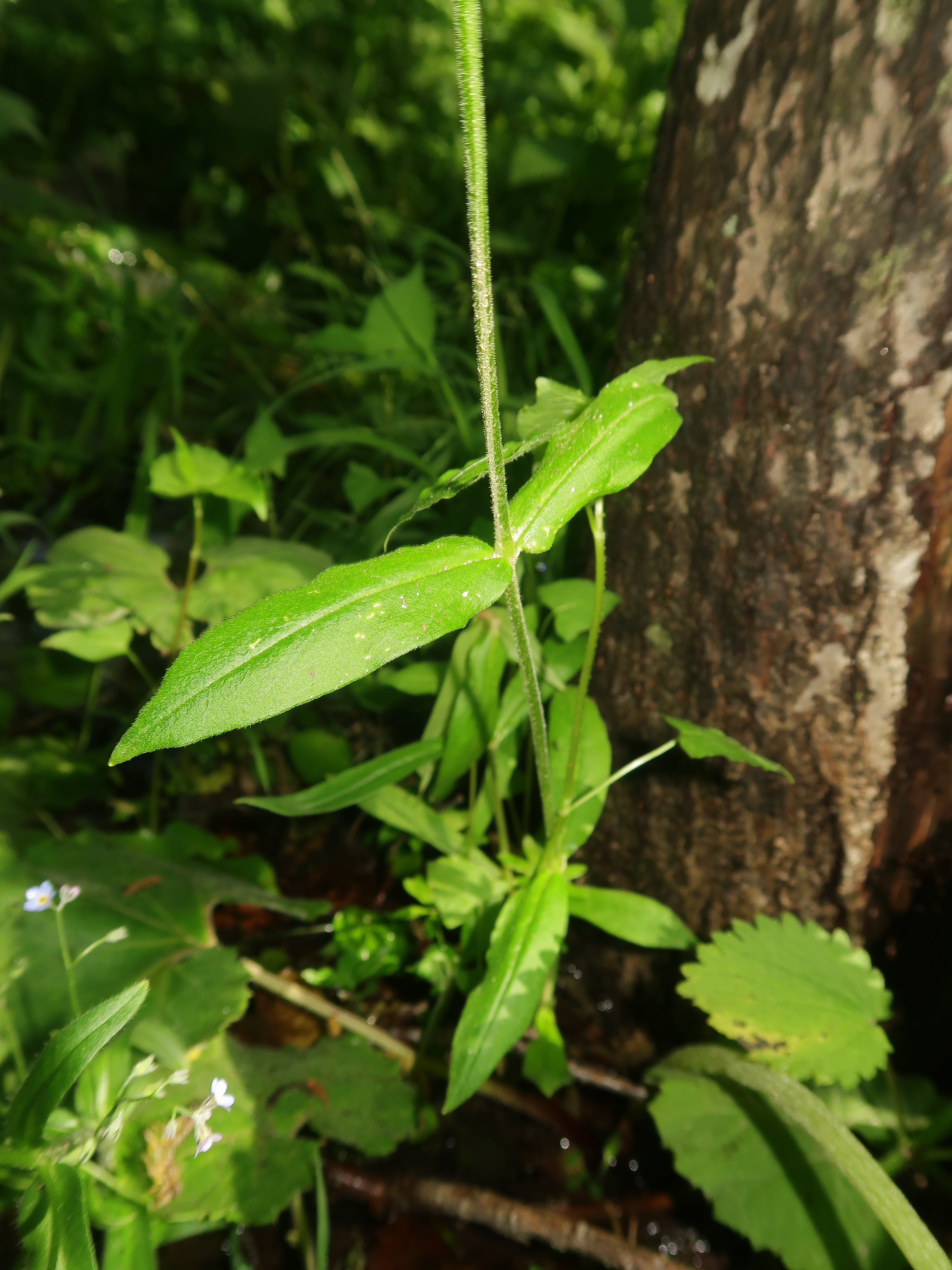
茎に短毛と腺毛が生える。葉は対生し、葉身は披針形から卵状披針形で、基部に葉柄はない。表面に伏毛が生える。
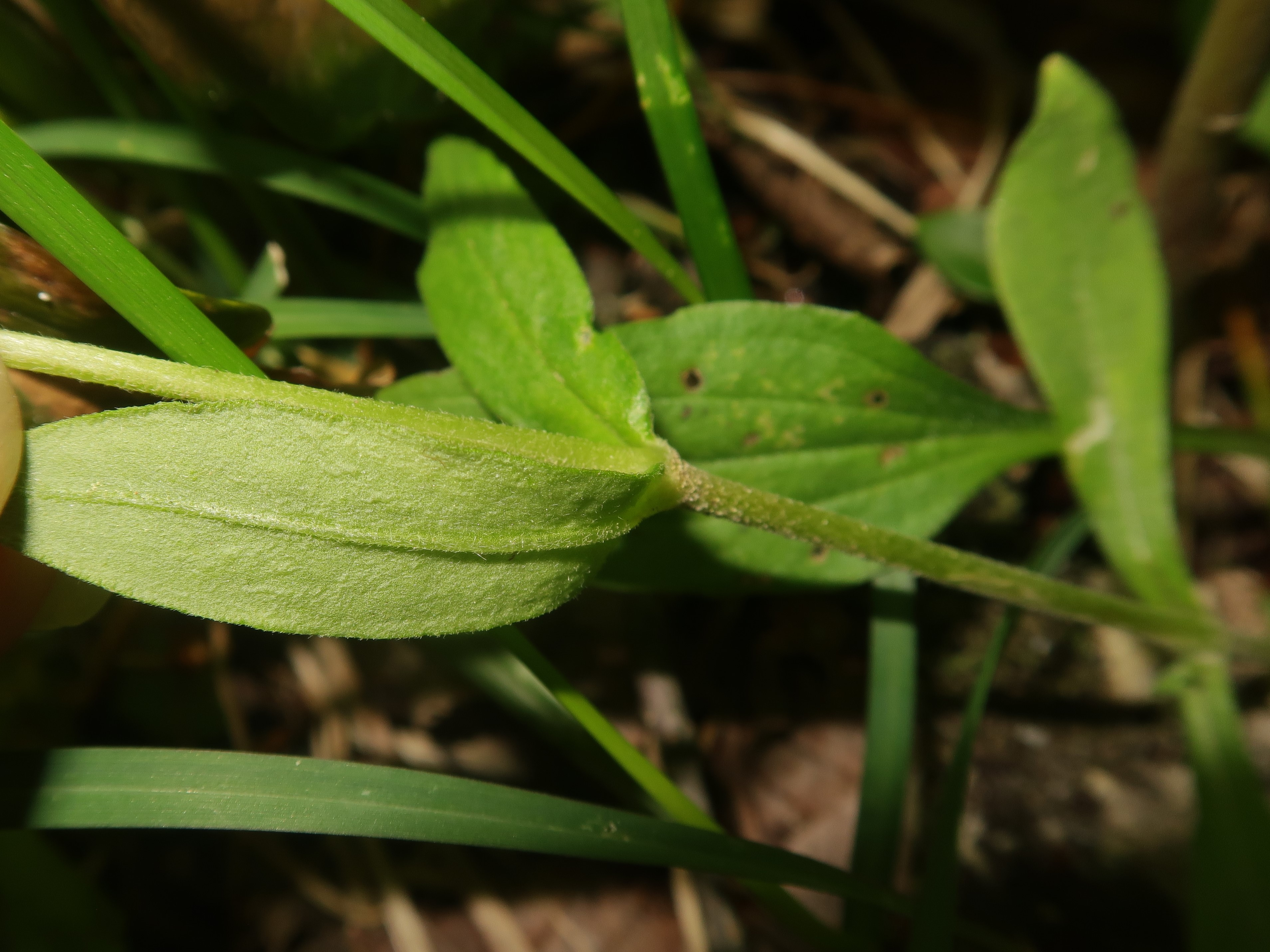
葉の裏面にも伏毛が生え、縁に毛が生える。